# パット・バリー

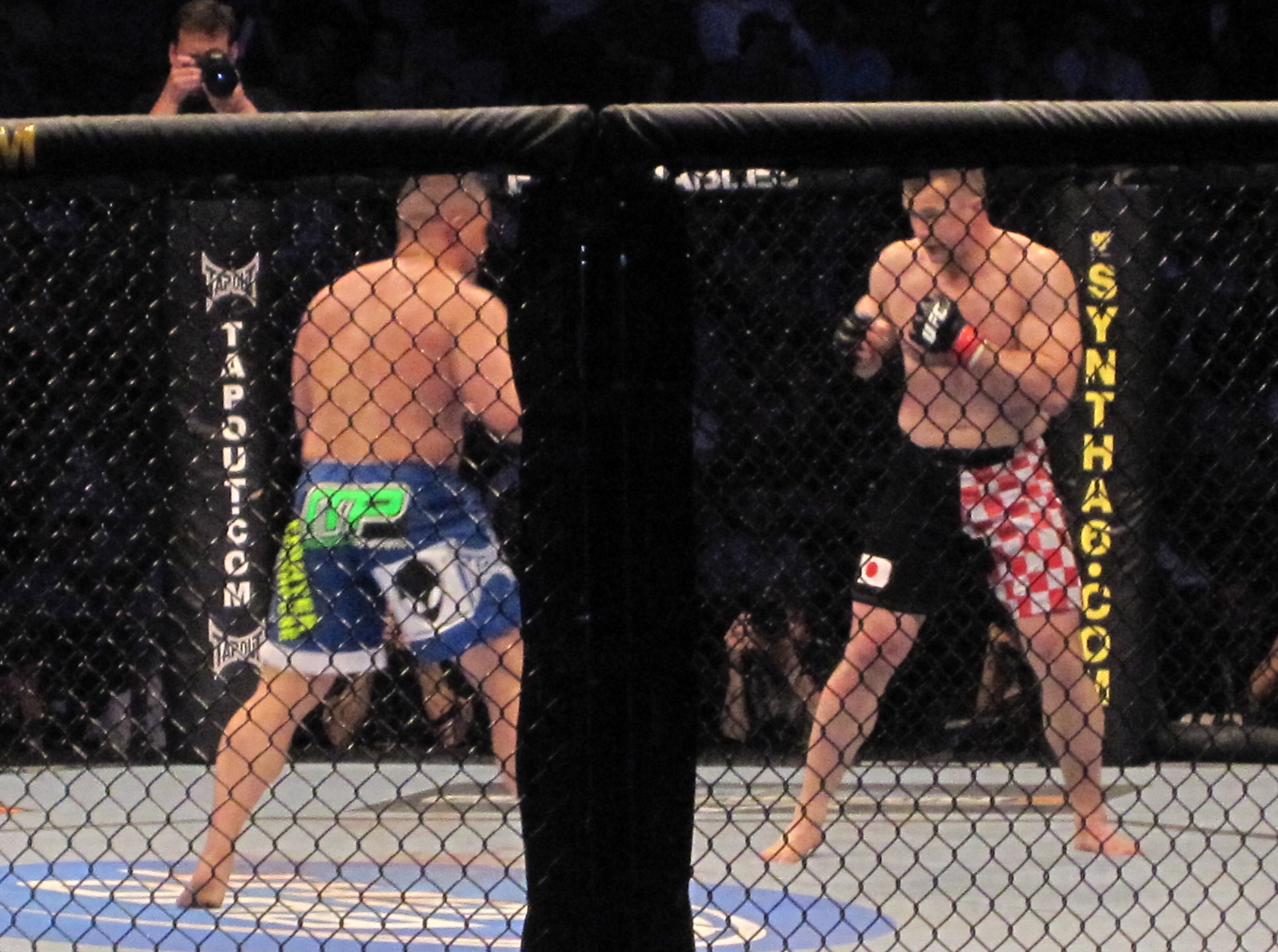
ミルコ・クロコップと対峙するバリー

パット・バリー（Pat Barry、1979年7月7日 - ）は、アメリカ合衆国の男性キックボクサー、総合格闘家。ルイジアナ州ニューオーリンズ出身。チーム・デスクラッチ所属。パトリック・バリーとも表記される。
ローズ・ナマユナスと交際している。

## 来歴

### キックボクシング
自ら志願してアーネスト・ホーストに弟子入りし、チームミスターパーフェクト所属としてキックボクシングを学んだ。
2005年4月30日、K-1 WORLD GP 2005 in LAS VEGASで「ホーストの秘蔵っ子」としてK-1デビューするも、スコット・ライティに判定負け。
2006年4月29日、K-1 WORLD GP 2006 in LAS VEGASでアレキサンダー・ピチュクノフに判定負け。
2007年4月28日、K-1 WORLD GP 2007 in HAWAIIのUSA GP 1回戦でゲーリー・グッドリッジにKO勝利しK-1初勝利を飾る。準決勝ではアレキサンダー・ピチュクノフと対戦するも、判定負け。
2007年8月11日、K-1 WORLD GP 2007 IN LAS VEGASで行われた世界最終予選に参戦。1回戦でリカルド・ノードストランドと対戦、右ローキックの連打でノードストランドの戦意を喪失させ、KO勝ち。準決勝ではザビット・サメドフと対戦、激しい攻防の末、判定負け。判定結果に対し、場内からブーイングが起こるほど接戦であった。
2007年12月15日、K-1チェコ大会でフレディ・ケマイヨと対戦し、鼻骨を骨折しTKO負け。練習していたオランダを去った。

### 総合格闘技
2008年5月30日、Combat USAで総合格闘技デビュー。3連勝でUFCと契約を結び、12月27日のUFC 92ではダン・エバンセンにローキックでTKO勝利を収めた。
2009年10月24日、UFC 104でアントニー・ハードンクと対戦し、パウンドでTKO勝ち。ファイト・オブ・ザ・ナイトおよびノックアウト・オブ・ザ・ナイトを受賞した。
2010年6月12日、UFC 115でミルコ・クロコップと対戦。1Rに右フックで2度のダウンを奪うも3Rにチョークスリーパーで一本負け。
2011年1月22日、UFC: Fight for the Troops 2でジョーイ・ベルトランと対戦し、3-0の判定勝ちを収めた。
2012年1月20日、UFC on FX 1でクリスチャン・モアクラフトと対戦し、パウンドでKO勝ち。ファイト・オブ・ザ・ナイトを受賞した。
2012年12月15日、The Ultimate Fighter 16 Finaleでシェイン・デル・ロザリオと対戦し、スタンドパンチ連打でKO勝ち。ノックアウト・オブ・ザ・ナイトを受賞した。
2013年12月7日、UFC Fight Night: Hunt vs. Bigfootでソア・パラレイと対戦し、KO負け。この試合を機に総合格闘家として引退し、キックボクシングの団体であるGLORYと契約した。

## 戦績

### 総合格闘技
| 総合格闘技 戦績 | 総合格闘技 戦績 | 総合格闘技 戦績 | 総合格闘技 戦績 | 総合格闘技 戦績 | 総合格闘技 戦績 | 総合格闘技 戦績 |
| --------------- | --------------- | --------------- | --------------- | --------------- | --------------- | --------------- |
| 15 試合         | (T)KO           | 一本            | 判定            | その他          | 引き分け        | 無効試合        |
| 8 勝            | 7               | 0               | 1               | 0               | 0               | 0               |
| 7 敗            | 4               | 3               | 0               | 0               | 0               | 0               |

| 勝敗 | 対戦相手                   | 試合結果                           | 大会名                                                         | 開催年月日     |
| ×    | ソア・パラレイ             | 1R 2:09 KO（マウントパンチ）       | UFC Fight Night: Hunt vs. Bigfoot                              | 2013年12月7日  |
| ×    | ショーン・ジョーダン       | 1R 0:59 TKO（右アッパー→パウンド） | UFC 161: Evans vs. Henderson                                   | 2013年6月15日  |
| ○    | シェイン・デル・ロザリオ   | 2R 0:26 KO（スタンドパンチ連打）   | The Ultimate Fighter 16 Finale                                 | 2012年12月15日 |
| ×    | ラバー・ジョンソン         | 1R 4:38 TKO（スタンドパンチ連打）  | UFC on FOX 3: Diaz vs. Miller                                  | 2012年5月5日   |
| ○    | クリスチャン・モアクラフト | 1R 3:38 KO（左フック→パウンド）    | UFC on FX 1: Guillard vs. Miller                               | 2012年1月20日  |
| ×    | ステファン・ストルーフェ   | 2R 3:22 三角絞め                   | UFC Live: Cruz vs. Johnson                                     | 2011年10月1日  |
| ×    | シーク・コンゴ             | 1R 2:39 KO（右アッパー）           | UFC Live: Kongo vs. Barry                                      | 2011年6月26日  |
| ○    | ジョーイ・ベルトラン       | 5分3R終了 判定3-0                  | UFC: Fight for the Troops 2                                    | 2011年1月22日  |
| ×    | ミルコ・クロコップ         | 3R 4:30 チョークスリーパー         | UFC 115: Liddell vs. Franklin                                  | 2010年6月12日  |
| ○    | アントニー・ハードンク     | 2R 2:30 TKO（パウンド）            | UFC 104: Machida vs. Shogun                                    | 2009年10月24日 |
| ×    | ティム・ヘイグ             | 1R 1:42 ギロチンチョーク           | UFC 98: Evans vs. Machida                                      | 2009年5月23日  |
| ○    | ダン・エバンセン           | 1R 2:36 TKO（ローキック）          | UFC 92: The Ultimate 2008                                      | 2008年12月27日 |
| ○    | サイモン・ディウフ         | 1R 1:50 TKO（ローキック）          | Combat USA: Battle in the Bay 【Combat USAヘビー級王座決定戦】 | 2008年8月22日  |
| ○    | ジョン・ジョージ           | 1R 0:49 KO（ハイキック）           | Combat USA: Fight Night                                        | 2008年6月28日  |
| ○    | マイク・デラネイ           | 1R 3:25 TKO（ローキック）          | Combat USA: Battle in the Bay 7                                | 2008年5月30日  |

### キックボクシング
| キックボクシング 戦績 | キックボクシング 戦績 | キックボクシング 戦績 | キックボクシング 戦績 | キックボクシング 戦績 | キックボクシング 戦績 | キックボクシング 戦績 |
| --------------------- | --------------------- | --------------------- | --------------------- | --------------------- | --------------------- | --------------------- |
| 26 試合               | (T)KO                 | 判定                  | その他                | 引き分け              | 無効試合              |                       |
| 18 勝                 | 9                     |                       |                       | 1                     | 0                     |                       |
| 7 敗                  |                       |                       |                       | 1                     | 0                     |                       |

| 勝敗 | 対戦相手                     | 試合結果                    | 大会名                                                     | 開催年月日     |
| ×    | ザック・ムウェカサ           | 1R 2:33 KO（左アッパー）    | GLORY 16: Denver 【ヘビー級トーナメント リザーブマッチ】   | 2014年5月3日   |
| ○    | クリス・ホーク               | 3分1R終了 判定15-3          | WCL Finals                                                 | 2008年6月7日   |
| ○    | マット・トーマス             | 3分1R終了 判定17-3          | WCL Finals                                                 | 2008年6月7日   |
| ×    | ジャレル・ミラー             | 3分1R終了 判定12-14         | WCL Eastern & Western conference finals                    | 2008年5月3日   |
| ○    | ジョン・ジェームス           | 3分1R終了 判定16-8          | WCL Eastern & Western conference finals                    | 2008年5月3日   |
| ×    | フレディ・ケマイヨ           | 1R TKO（鼻骨骨折）          | K-1 Fighting Network 2007 Prague                           | 2007年12月15日 |
| ×    | ザビット・サメドフ           | 3R終了 判定1-2              | K-1 WORLD GP 2007 IN LAS VEGAS 【世界最終予選 準決勝】     | 2007年8月11日  |
| ○    | リカルド・ノードストランド   | 2R 2:16 KO（右ローキック）  | K-1 WORLD GP 2007 IN LAS VEGAS 【世界最終予選 1回戦】      | 2007年8月11日  |
| ×    | アレキサンダー・ピチュクノフ | 3R終了 判定0-3              | K-1 WORLD GP 2007 in HAWAII 【USA GP 準決勝】              | 2007年4月28日  |
| ○    | ゲーリー・グッドリッジ       | 1R 1:07 TKO（右目のカット） | K-1 WORLD GP 2007 in HAWAII 【USA GP 1回戦】               | 2007年4月28日  |
| ○    | スコット・ライティ           | 3R KO（右ハイキック）       | Shin Do Kumate XI                                          | 2006年12月8日  |
| ×    | アレキサンダー・ピチュクノフ | 3R終了 判定1-2              | K-1 WORLD GP 2006 in LAS VEGAS 【USA GP リザーブファイト】 | 2006年4月29日  |
| △    | アレキサンダー・ピチュクノフ | 3R終了 判定1-1              | K-1 WORLD GP 2005 in TOKYO 決勝戦 【オープニングファイト】 | 2005年11月19日 |
| ○    | ダスティン・ハニング         | 1R TKO（ローキック）        | Heavyweight Gladiators                                     | 2005年10月21日 |
| ○    | マーク・セルビー             | 1R KO                       | K-1 WORLD GP 2005 in LAS VEGAS II                          | 2005年8月13日  |
| ×    | スコット・ライティ           | 3R終了 判定1-2              | K-1 WORLD GP 2005 in LAS VEGAS 【USA GP リザーブファイト】 | 2005年4月30日  |
| ○    | マーシャル・ベルジェ         | 1R TKO（ローキック）        | Kings of Kickboxing                                        | 2005年1月22日  |
| ○    | ジョン・ディクソン           | KO                          | U.S. Open Fighting Challenge                               | 2004年12月18日 |
| ○    | マルセル・ドンク             | 3R終了 判定                 | 不明                                                       | 2004年5月29日  |
| ○    | ポール・ギュアヴィディウス   | 2R KO（ハイキック）         | China Comes to Atlanta: Art of War                         | 2003年         |
| ○    | ロバート・パーハム           | 4R KO（パンチ）             | U.S. Open Martial Arts Championships                       | 2002年11月2日  |

## 獲得タイトル
- SKF全米ヘビー級王座
- SKF世界ヘビー級王座
- Combat USAヘビー級王座（2008年）

## 表彰
- ブラジリアン柔術 紫帯
- 散打 黒帯
- UFC ファイト・オブ・ザ・ナイト（2回）
- UFC ノックアウト・オブ・ザ・ナイト（2回）